# 저우웨이량
저우웨이량(중국어 간체자: 周炜良, 정체자: 周煒良, 병음: Zhōu Wěiliáng, 한자음: 주위량, 영어: Wei-Liang Chow, 1911 – 1995)는 중국 태생의 대수기하학자다.

## 학력
- 1927년~1931년: 시카고 대학교 수학과 (이학학사)
- 1932년~1936년: 라이프치히 대학교 수학과 (이학박사)

## 생애
1911년 상하이에서 3남8녀 가운데 셋째 아들로 태어났다. 아버지 저우밍다(중국어 간체자: 周明达, 정체자: 周明達, 병음: Zhōu Míngdá, 한자음: 주명달, 별명 저우진줴(중국어 간체자: 周今觉, 정체자: 周今覺, 병음: Zhōu Jīnjué, 한자음: 주금각), 1879~1949)는 수학자이자 우표 수집가였고, 젠더 시 출신이었다. 할아버지 주학해(중국어 정체자: 周学海, 병음: Zhōu Xuéhǎi 저우쉐하이[*], 1856~1906)는 의원이자 관료였으며, 증조 주복(중국어: 周馥, 병음: Zhōu Fù 저우푸[*], 자 옥산(중국어: 玉山, 병음: Yùshān 위산[*]), 호 난계(중국어 간체자: 兰溪, 정체자: 蘭溪, 병음: Lánxī 란시[*]), 1837~1921)은 광서제 때 1904~1906년 동안 양강 총독(兩江總督, 장쑤 · 장시 · 안후이를 다스림)으로, 1906~1907년 동안 양광 총독(兩廣總督, 광둥과 광시를 다스림)으로 부임하였다.
미국으로 유학하여 시카고 대학교를 1931년 졸업하였고, 1932년부터 독일로 유학하여 괴팅겐 대학교와 라이프치히 대학교에서 공부하였고, 1936년에 박사 학위를 수여받았다. 같은 해에 마고 빅터(영어: Margot Victor) 여사와 결혼하였다.
난징, 상하이 등에서 가르치다가 프린스턴 고등연구소로 이전하였다. 1948년에는 존스 홉킨스 대학교 교수가 되었다.
우표 수집을 취미로 삼고, 상하이 우편에 대한 책이 1996년 사후에 출판되었다. 1995년 볼티모어에서 사망하였다.

## 같이 보기
- 가가 정리